# Sebastian Wood

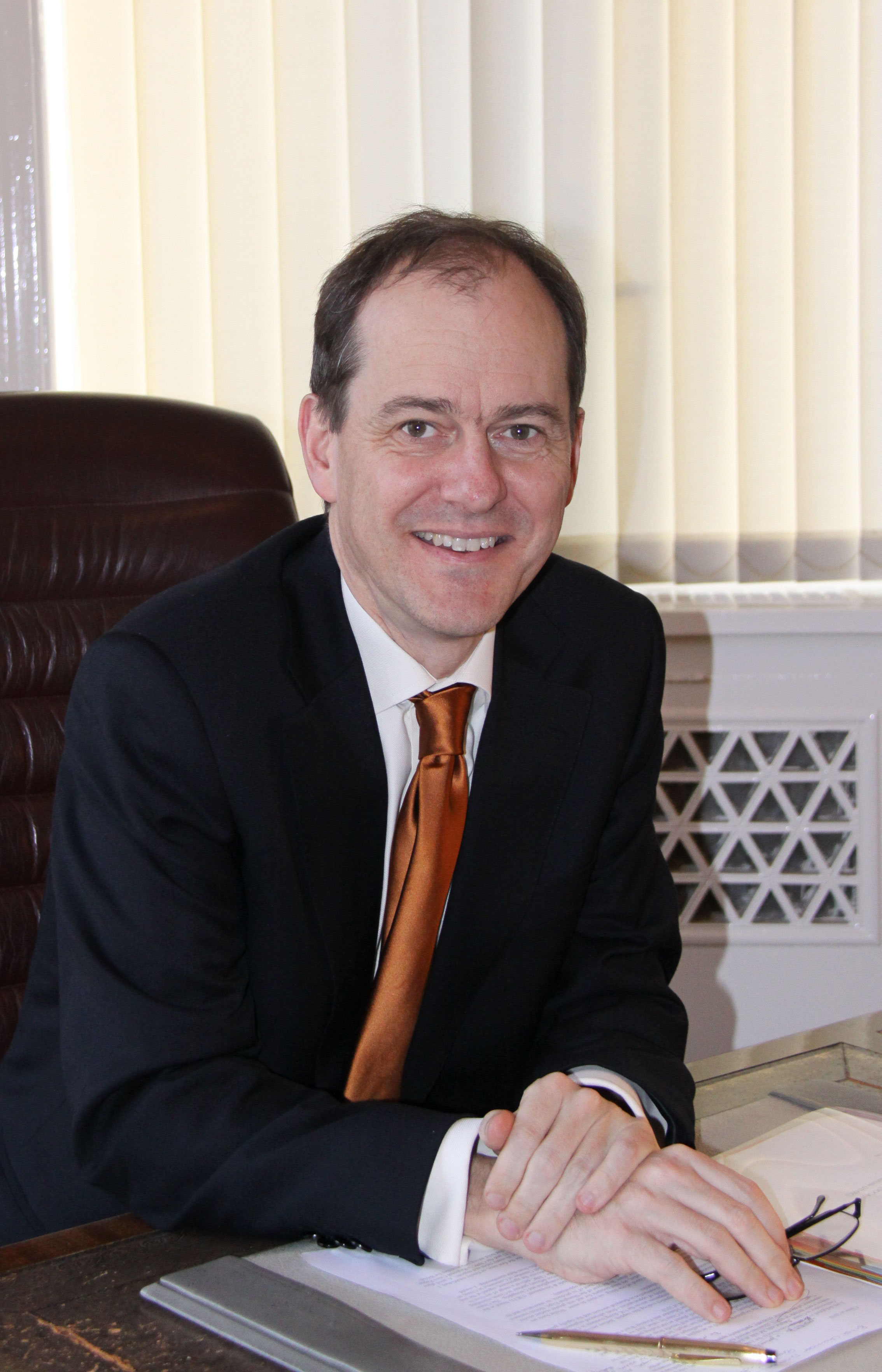
Sebastian Wood

Sir James Sebastian Lamin Wood, KCMG (chinesisch 吳思田, Pinyin Wú Sītián; geboren 6. April 1961), bekannt unter seinem Mittelnamen Sebastian, ist ein britischer Diplomat, welcher von 2010 bis 2015 Botschafter in China sowie von 2015 bis 2020 britischer Botschafter in Deutschland war.

## Leben
Wood war an der Emanuel School in London und studierte danach Mathematik und Philosophie am Magdalen College in Oxford. 1983 trat er in das Foreign and Commonwealth Office (Ministerium für Äußeres und das Commonwealth) ein. Zuerst wurde er in der britischen Botschaft in Bangkok, Thailand, verwendet. Danach wurde er zum First Secretary der Sino-British Joint Liaison Group ernannt, welche die Übertragung der Hoheit über Hongkong organisierte.
Im Jahre 2002, als er zum Berater der britischen Botschaft in Washington DC ernannt wurde, wurde er zum Companion of the Order of St Michael and St George (CMG) erhoben.
2010 erhielt er seine erste Stelle als Botschafter in China. Er wurde zum Knight Commander of the Order of St Michael and St George (KCMG) anlässlich des königlichen Geburtstages 2014 und aufgrund seiner Verdienste für den britischen Wohlstand und für die Vertretung britischer Interessen in China ernannt.
Im Juli 2015 gab das britische Außenministerium bekannt, dass Wood im September zum Botschafter in Deutschland ernannt wird. Er trat den Posten in Berlin am 21. September 2015 an.
Im September 2020 endete die Dienstzeit Woods in Berlin. Nachfolgerin als Botschafterin ist die Diplomatin Jill Gallard, die ihr Amt im November 2020 antrat.
Sebastian Wood beendete nach seiner Berliner Amtszeit seine diplomatische Laufbahn und trat in den Ruhestand.